# 堀川三之助
堀川 三之助（ほりかわ さんのすけ、1911年7月25日 - 1997年4月25日）は、日本の実業家、馬主。
福島県と新潟県でパチンコホールやレジャー施設運営などを手掛けた堀川商事株式会社の代表取締役会長を務めていた。

## 経歴
1911年、新潟県新潟市の「堀川蒲鉾本舗」の三男として生まれる。当初は家業に従事していたが、応召されたのち朝鮮で終戦を迎えた。1年間の釜山滞在を経て帰還すると、親族が会津若松市の呉服屋に嫁いだのを機に自身も会津へ移住する。その近所に暮らしていた興業界の大物・長谷川次郎吉から同郷という縁で後援を受け、福島県内のパチンコ店の草分けとも言われる「二楽パチンコ店」を営み始めた。その後はパチンコのみならず、会津若松市内に喫茶店「マロニエ」、スケートリンク「会津スポーツセンター」、新潟市に総合レジャーセンターの「堀川ビル」を経営。1982年には、これまで17年間副会頭を務めてきた会津若松商工会議所の会頭に就任。このほか若松ガス、若松タクシー、会津武家屋敷、会津磐梯カントリークラブなどの役員を歴任した。
1997年4月25日、がんのため死去。85歳没。

## 馬主活動

堀川の勝負服

日本中央競馬会（JRA）および地方競馬全国協会（NAR）に登録していた馬主として知られた。勝負服の柄は桃、白袖、紫一文字、冠名には「ホリ」を用いた。馬主になったきっかけは、会津若松市内に在住していた馬主・神戸国太郎からの誘いで共同馬主となったこと。
所有馬ホリスキーが抽選突破の末に1982年の菊花賞を優勝した際に堀川が開催した祝勝会には、630人の来賓と芸者83人を招き、地元では語り草となるほどの大盛況になったという。また菊花賞優勝の翌年に若松城で行われた「白虎まつり」では、堀川自身が騎馬武者となって登場したが、馬に上手く騎乗することができず、落馬してしまった。

## 主な所有馬
- アイズキノー（1970年福島大賞典）
- ホリマロニエ（1970年福島大賞典）
- ホリスキー（1982年菊花賞）
- ミスタテガミ（1985年桜花賞3着、優駿牝馬1番人気・3着）